# Xavier Pons
Xavier Pons (Vic, Catalunha, Espanha, 21 de Janeiro de 1980) mais conhecido por “Xevi Pons” é um piloto de ralis espanhol. Participa no Campeonato Mundial de Rali (WRC).

## Carreira
Pons começou a sua carreira ao volantes de motos e venceu o Campeonato Espanhol de Enduro em 1998. Nesse mesmo ano, competiu pela equipa júnior espanhola na International Six Days Enduro, acabando por ganhar o Campeonato do Mundo de Juniores. Fez parte igualmente da equipa espanhola que ganhou o título em 2000. Continuou a competir co Campeonato Espanhol de Enduro em 2000 e 2001, alcançando igualmente o sucesso no Campeonato Europeu e Mundial de Enduro.
Em 2002, Pons mudou-se para os ralis, integrando a equipa espanhola de Grupo N, vencedora no ano seguinte. No campeonato nacional de asfalto, terminou em 2º lugar. Fez a sua estreia no WRC na temporada de 2003 no Rali da Suécia. Na temporada de 2004, Pons competiu no Campeonato Mundial de Rali Júnior e no Campeonato Mundial de Rali de Automóveis de Produção. No grupo de Produção conseguiu duas vitórias, acabando no final na 4ª posição da geral. Na categoria Júnior, foi 9º da geral, tendo como melhor resultado um 6º lugar no Rali da Austrália.
A temporada de 2005 para Pons incluia 11 ralis com um carro WRC e outros 4 rallies com um carro de produção. Ao volante de um Peugeot 206 WRC e de um Citroën Xsara WRC, terminou nos lugares pontuáveis por duas vezes. O seu melhor resultado foi um 4º lugar no Rali da Catalunha. No final do campeonato acabou com 7 pontos e na 16ª posição da geral.

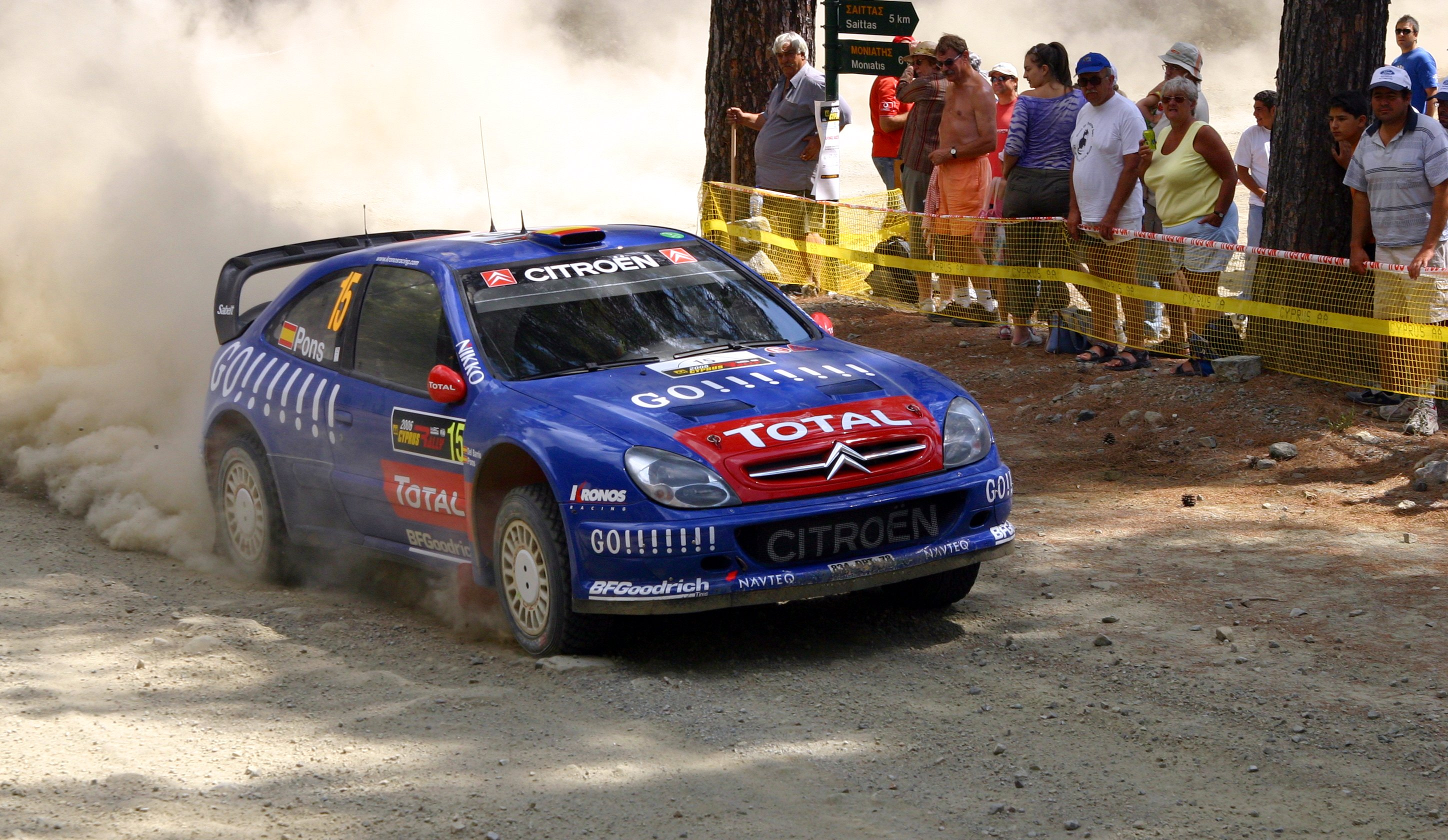
Pons no Rali do Chipre

Na temporada de 2006, Pons assinou contrato pela equipa Kronos Total Citroën, fazendo parceria com o então bicampeão mundial Sébastien Loeb. À nona prova da temporada, no Rali da Alemanha, e com 11 pontos apenas conquistados a equipa decidiu substitui-lo por Dani Sordo, como o segundo piloto da equipa. Pons não conseguia impressionar a sua equipa, mesmo quando Loeb partiu um braço e não podia competir no Rali da Turquia, a Kronos contratou Colin McRae para o substituir. Contudo na Turquia, Pons terminaria na 4ª posição. Foi depois promovido novamente a segundo piloto da equipa, terminando em 4º lugar na Austrália e Nova Zelândia e na 5ª posição na última corrida da temporada, Rali da Grã-Bretanha. Com 32 pontos, ficou na 7ª posição da geral no final do campeonato.
O melhor resultado de Pons continua a ser um 4º lugar, tendo sido atingido por cinco vezes: em 2005 no Rali da Catalunha, e em 2006 no Rali da Sardenha, Rali da Turquia, Rali da Austrália e Rali da Nova Zelândia.
Após não encontrar uma equipa para a temporada de 2007, Pons anunciou que ia ficar afastado da competição no WRC. Mas a oportunidade cedo chegou a meio da temporada de 2007, quando a Subaru World Rally Team assinou um contrato com Pons para conduzir o terceiro carro official para as restantes provas de 2007. Pons irá competir igualmente pela Subaru na temporada de 2008, com a opção da equipa japonesa prolongar os seus services para 2009.